# Katherine Maher
Katherine Roberts Maher (uitspraak:mar, Wilton, 18 april 1983) was van 2019 tot en met 15 april 2021 chief executive officer (ceo) van de Wikimedia Foundation. Van 2016 tot haar aanstelling als ceo in 2019 was ze hiervan executive director. 

## Loopbaan
Maher werkte achtereenvolgens als 'advocacy director' (hoofd voorlichting en beleidsbeïnvloeding) bij 'Acces', ICT-consultant bij de Wereldbank en het National Democratic Institute, en bij UNICEF, als innovatie- en communicatiemedewerkster. In april 2014 kwam ze in dienst van de Wikimedia Foundation als hoofd public relations. In 2016 volgde ze er Lila Tretikov op als CEO, een positie die ze tot half april 2021 bekleedde.

## Privé
Maher groeide op in Wilton, Connecticut. Naast Engels spreekt ze Arabisch, Frans en Duits.